# (123) Брунхильда
(123) Брунхильда (нем. Brunhild) — типичный астероид главного пояса, принадлежащий к светлому спектральному классу S. Он был открыт 31 июля 1872 года германо-американским астрономом К. Г. Ф. Петерсом в Клинтоне, США и назван в честь Брюнхильды, героини германо-скандинавской мифологии.

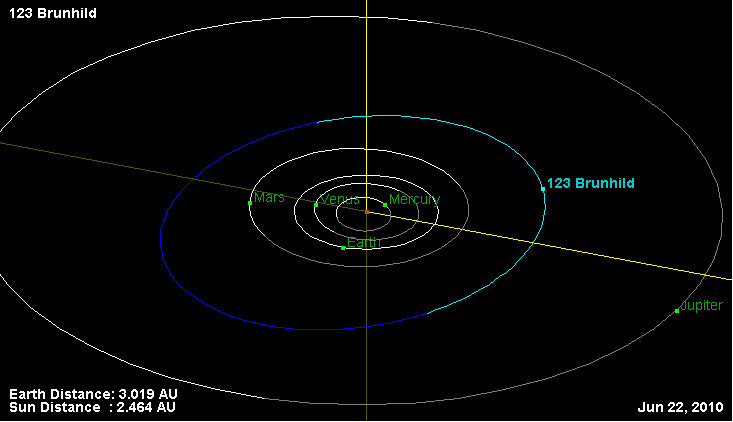
Орбита астероида Брунхильда и его положение в Солнечной системе